# Рагбар-Хане (Ляхіджан)
Рагбар-Хане (перс. راهدارخانه) — село в Ірані, у дегестані Агандан, в Центральному бахші, шагрестані Ляхіджан остану Ґілян. За даними перепису 2006 року, його населення становило 36 осіб, що проживали у складі 10 сімей.